# Gros Bosseur !
Gros Bosseur ! est le huitième album de la série de bande dessinée Les Simpson, sorti le 7 octobre 2009, par les éditions Jungle. Il contient deux histoires : Croisière de misère et Marchands de vengeance !